# Икава
Икава (яп. 井川町 Икава-мати) — посёлок в Японии, находящийся в уезде Минамиакита префектуры Акита. Площадь посёлка составляет 47,95 км², население — 5097 человек (1 августа 2014), плотность населения — 106,30 чел./км².

## Географическое положение
Посёлок расположен на острове Хонсю в префектуре Акита региона Тохоку. С ним граничат города Акита, Катагами, посёлки Годзёме, Хатирогата и село Огата.

## Население
Население посёлка составляет 5097 человек (1 августа 2014), а плотность — 106,30 чел./км². Изменение численности населения с 1980 по 2005 годы:
| 1980 | 6380 чел. |  |
| 1985 | 6316 чел. |  |
| 1990 | 6294 чел. |  |
| 1995 | 6208 чел. |  |
| 2000 | 6116 чел. |  |
| 2005 | 5847 чел. |  |

## Символика
Деревом посёлка считается сосна, цветком — цветок сакуры, птицей — Syrmaticus soemmerringii.